# Pałątka południowa
Pałątka południowa (Lestes barbarus) – gatunek owada z rzędu ważek należący do podrzędu ważek równoskrzydłych i rodziny pałątkowatych (Lestidae). 
Długość ciała do 45 mm. Rozpiętość skrzydeł od 45 do 55 mm. Ubarwienie ciała ciemnobrązowe z zielonkawym metalicznym połyskiem. Skrzydła są szkliście przezroczyste.
Żyją nad stojącymi bagnistymi wodami wśród gęstej roślinności przede wszystkim sitowia. Występują na południu Europy także w słonawych wodach blisko morza. Od lat 90. XX wieku wędrują na północ Europy (Wielka Brytania) i na wschód – do Azji (Mongolia i północne Chiny). Izolowane populacje obecne w północnej Afryce. W Europie Środkowej, w tym w Polsce, występują sporadycznie. Imagines latają od czerwca do października.